# Jippe Hoekstra
Jippe Hoekstra (Grouw, 30 maart 1941 – Rouveen, 31 augustus 2019) was een Nederlands politicus en schrijver.
Hoekstra volgde een opleiding aan de Rijkskweekschool voor onderwijzers in Amersfoort, en later aan de Akademie voor Beeldende vorming, eveneens in Amersfoort. In de periode 1964-1969 gaf hij les aan lagere scholen in De Bilt en Waddinxveen. Vervolgens werd hij leraar handvaardigheid in het Noord-Hollandse Bergen. Van 1972 tot en met 1982 was Hoekstra achtereenvolgens leerplanontwikkelaar bij de Nederlandse Stichting voor Kunstzinnige Vorming en rijksinspecteur voor Beeldende en Audiovisuele vorming.
Namens de PvdA was hij van 1982 tot 1996 Statenlid en gedeputeerde in de provincie Utrecht.
Na een afwezigheid van ongeveer 14 jaar keerde hij in 2010 terug in de politiek, nu voor raadswerk voor de gemeente Staphorst. Daar was hij voorzitter van de PvdA-fractie. Hij stopte in 2014.
In november 2013 bracht Hoekstra onder het pseudoniem Peter J. Lagrouw in eigen beheer een roman uit. In 2015 volgde een tweede roman.
Hoekstra woonde samen met zijn partner in Rouveen. Hij was vader van een dochter en zoon uit een eerdere relatie.